# جبل كاترين
جبل كاترين أو جبل القديسة كاترينا يقع في محافظة جنوب سيناء في مصر، ويعتبر من أعلى الجبال في سيناء ويبلغ ارتفاعه 2.629 م فوق سطح البحر، تتساقط على الجبل الثلوج في فصل الشتاء مثل باقى جبال منطقة جنوب سيناء.

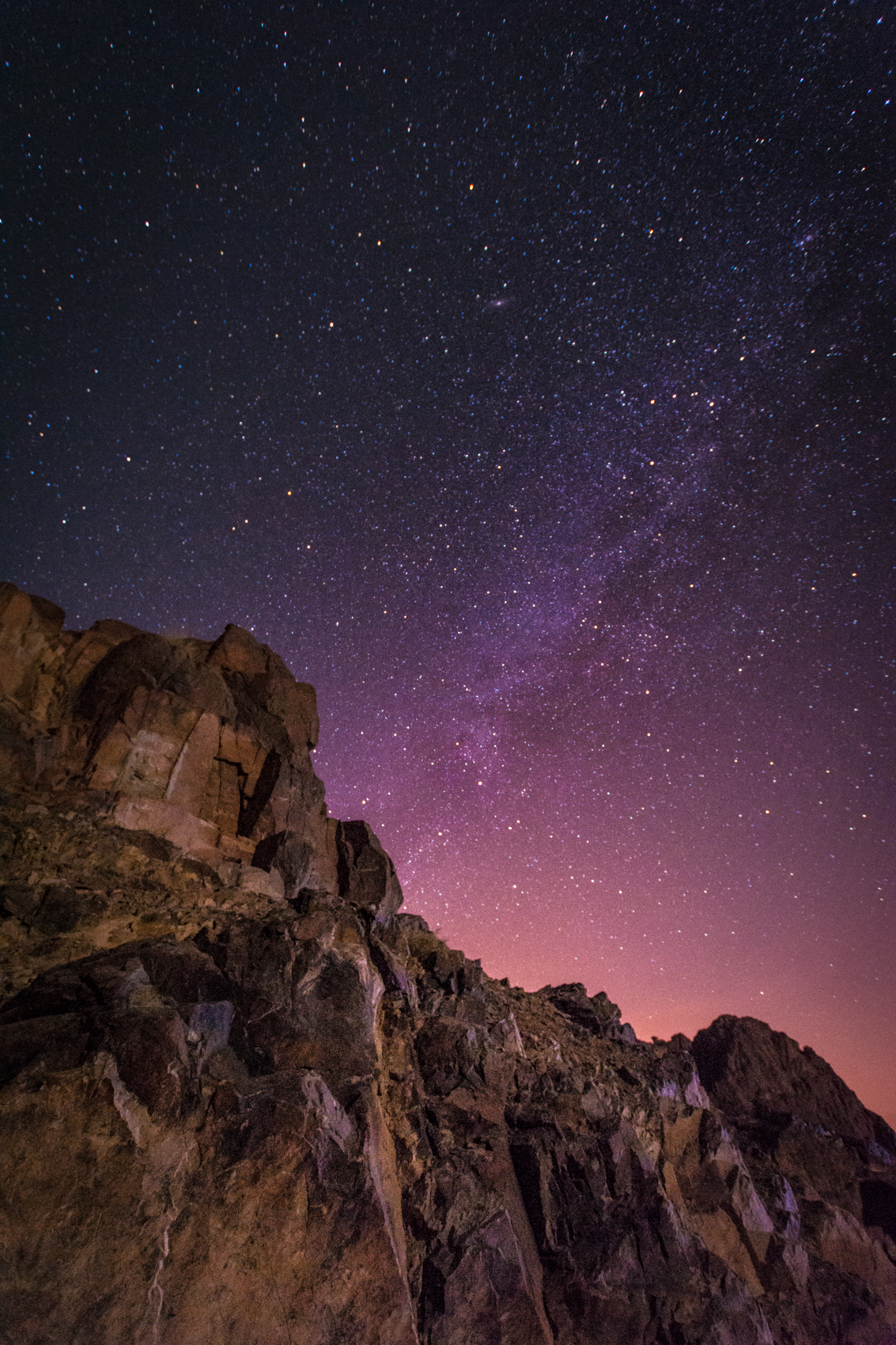
تكوين جبل سانت كاثرين

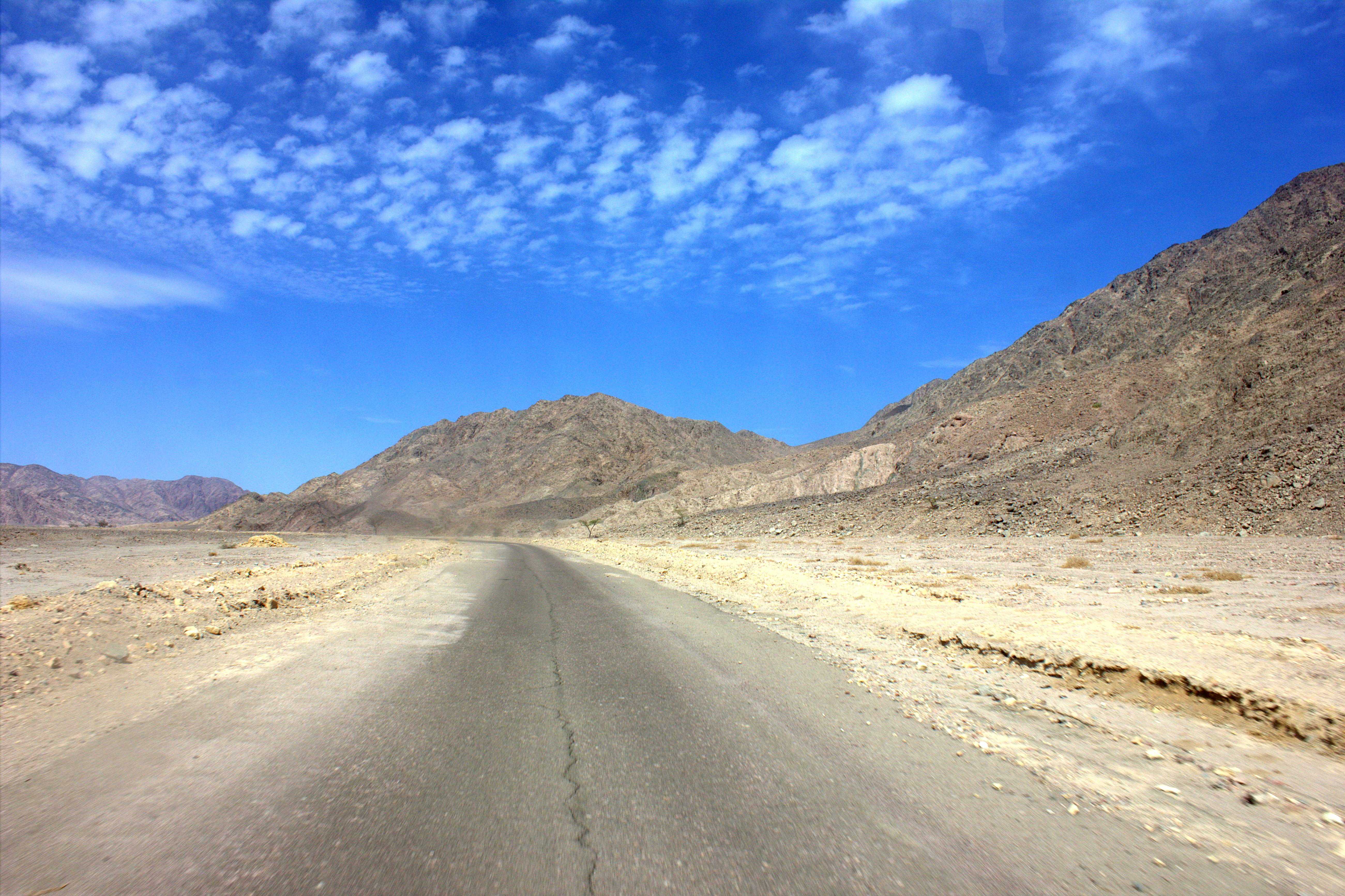
طريق تاور سانت كاترين، جنوب ، مصر.

وسمي الجبل بهذا الاسم تخليدا للقديسة كاترين في المسيحية من الأسكندرية وهي من أهم القديسات في الغرب ولها دور كبير في انتشار المسيحية وماتت فداء لذلك ويوجد بالمنطقة دير يطلق عليه دير سانت كاترين، وتقول القصة «أن رهبان دير وجدوا جسدها أعلى الجبل حيث تم إعدامها في الأسكندرية ومن ثم اختفي جسدها من الأسكندرية وأن الملائكة قامت بوضع جسدها أعلى قمة الجبل».
أعلى الجبل يوجد مصلى خاص بها في المكان الذي وجد فيه جسدها. وبالقرب من المصلى يوجد حجرتين حيث الحجاج إلى الجبل يستطيعون البيات ويمكن تسلق الجبل من ممر قام أحد كهنة الدير ببنائه.
و يعد الجبل معلما سياحيا يزوره السياح ويراقبون شروق وغروب الشمس من قمته كما يمكن مشاهدة خليجي العقبة والسويس من الأعلي.